# 周道挺挺
《周道挺挺》是一首先秦逸詩，見於《左傳·襄公五年》所引。原文僅保留有一章四句：“周道挺挺，我心扃扃。講事不令，集人來定。”內容為表現谋事之群策群力，風格與《詩經》相仿。
受此詩典故影響，“挺挺”在後世也用於形容人之正直。《論語·憲問》：“（夫子）義然後取，人不厭其取。”旅順博物館藏吐魯番唐寫本鄭玄注Or.8212-632v：“……子不為挺挺……”。